# کیم بیسینگر
کیمیلا ان «کیم» بـِـیسینگر (به انگلیسی: Kimila Ann "Kim" Basinger) (زادهٔ ۸ دسامبر ۱۹۵۳ در آمریکا) بازیگر آمریکایی و دست‌اندرکار صنعت مد است.
او با بازی در فیلم‌های دیگه هیچ‌وقت اینو نگو (۱۹۸۳) و بتمن(۱۹۸۹) معروف شد.
بسینگر به‌خاطر بازی در فیلم محرمانه لس آنجلس (۱۹۹۷) برندهٔ جایزه اسکار، جایزه گلدن گلوب و جایزهٔ انجمن بازیگران تلویزیونی را برای بهترین بازیگر زن مکمل شد. او همچنین در هشت مایل و نه و نیم هفته ظاهر شد.

## زندگی

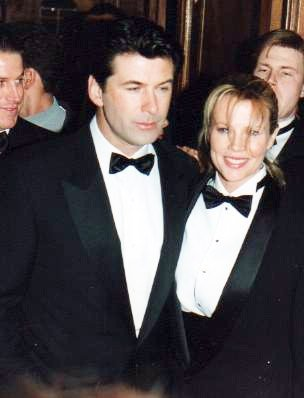
بسینگر به‌همراه الک بالدوین در مراسم جایزه سزار سال ۱۹۹۴ در پاریس

کیم بسینگر در آتن، جورجیا زاده شد، پدرش، «دان باسینگر» موزیسین بود و مادرش «ان» مدل، بازیگر و شناگر بود.
سومین فرزند خانواده است و دو خواهر و دو برادر دارد. نژادش آلمانی، سوئدی و چروکی است. وقتی که ۱۶ساله بود مدل شد.

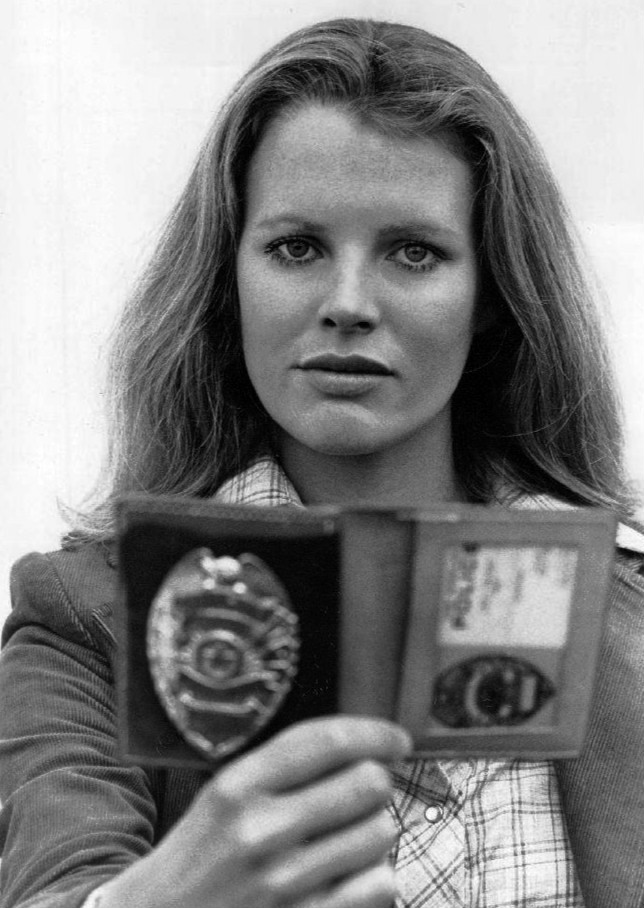
در سال ۱۹۷۷

## فیلم‌شناسی
| سال  | نام فیلم                  | نام انگلیسی فیلم              | نقش              | توضیحات |
| ---- | ------------------------- | ----------------------------- | ---------------- | --- |
| ۱۹۸۱ | کانتری سخت                | Hard Country                  | جودی             | |
| ۱۹۸۲ | رگه معدن                  | Mother Lode                   | آندریا اسپالدینگ | |
| ۱۹۸۳ | دیگر هرگز نگو هرگز        | Never Say Never Again         | دومینو پتاچی     | |
| ۱۹۸۳ | مردی که زنان رو دوست داشت | The Man Who Loved Women       | لوییز کار        | |
| ۱۹۸۴ | استعداد ذاتی              | The Natural                   | ممو پاریس        | نامزد بهترین بازیگر نقش مکمل زن در گلدن گلاب |
| ۱۹۸۵ | حماقت برای عشق            | Fool for Love                 | می               | |
| ۱۹۸۶ | نه و نیم هفته             | en:9½ Weeks                   | الیزابت          | |
| ۱۹۸۶ | بدون تشکر                 | No Mercy                      | میشل دول         | |
| ۱۹۸۷ | قرار ملاقات دو ناشناس     | Blind Date                    | نادیا گیتس       | |
| ۱۹۸۷ | نادین                     | Nadine                        | نادین هایتاور    | |
| ۱۹۸۸ | نامادریم یک بیگانه است    | My Stepmother Is an Alien     | سلست مارتین      | نامزد جایزه ساترن به عنوان بهترین بازیگر زن |
| ۱۹۸۹ | بتمن                      | Batman                        | ویکی ویل         | نامزد جایزه ساترن به عنوان بهترین بازیگر نقش مکمل زن |
| ۱۹۹۱ | مرد متأهل                 | The Marrying Man              | ویکی اندرسون     | |
| ۱۹۹۲ | تحلیل نهایی               | Final Analysis                | هدر اونس         | نامزد جایزه ام تی وی به عنوان خواستنی‌ترین زن |
| ۱۹۹۲ | دنیای باحال               | Cool World                    | هلی وولد         | نامزد جایزه ام تی وی به عنوان خواستنی‌ترین زن |
| ۱۹۹۲ | مک کوی واقعی              | The Real McCoy                | کارن مک کوی      | |
| ۱۹۹۳ | جهان وین ۲                | Wayne's World 2               | هانی هورن        | |
| ۱۹۹۳ | آخرین رقص مری جین         | Mary Jane's Last Dance        |                  | |
| ۱۹۹۴ | یک قرن سینما              | A Century of Cinema           | خودش             | مستند |
| ۱۹۹۴ | آماده پوشیدن              | Ready to Wear (Prêt-à-Porter) | کیتی پاتر        | |
| ۱۹۹۴ | گریز                      | The Getaway                   | کارول مک کوی     | نامزد جایزه ام تی وی به عنوان خواستنی‌ترین زن |
| ۱۹۹۷ | محرمانه لس‌آنجلس           | L.A. Confidential             | لین برکن         | برنده جایزه اسکار بهترین بازیگر نقش مکمل زن برنده جایزه گلدن گلاب به خاطر بهترین بازیگر نقش مکمل زن برنده جایزه انجمن سینمایی به خاطر بهترین بازیگر نقش مکمل زن نامزد جایزه بافتا به خاطر بهترین بازیگر زن |
| ۲۰۰۰ | خواب آفریقا رو دیدم       | I Dreamed of Africa           | کوکی گالمن       | |
| ۲۰۰۰ | نگهدار کودک               | Bless the Child               | مگی اُکانر        | |
| ۲۰۰۲ | هشت مایل                  | 8 Mile                        | استفانی اسمیت    | |
| ۲۰۰۲ | مردمی که من می‌شناسم       | People I Know                 | ویکتوریا گری     | |
| ۲۰۰۴ | در زیرزمین                | The Door in the Floor         | مریون کل         | |
| ۲۰۰۴ | الویس ساختمان را ترک کرد  | Elvis Has Left the Building   | هارمونی جونز     | |
| ۲۰۰۴ | موبایل                    | Cellular                      | جسیکا مارتین     | نامزد جایزه ساترن به عنوان بهترین بازیگر نقش مکمل زن |
| ۲۰۰۶ | سنتینل                    | The Sentinel                  | سارا بالنتین     | |
| ۲۰۰۷ | حتی پول                   | Even Money                    | کارول کارور      | |
| ۲۰۰۸ | وقتی که او بیرون بود      | While She Was Out             | دلا مایرس        | |
| ۲۰۰۹ | خبرچینان                  | The Informers                 | لورا سالون       | |
| ۲۰۰۹ | دشت سوزان                 | The Burning Plain             | جینا             | |
| ۲۰۱۰ | چارلی سنت کلاود           | Charlie St. Cloud             | کلیر اس تی. کلود | |
| ۲۰۱۲ | نوامبر سیاه               | Black November                | کریستی           | |
| ۲۰۱۳ | شخص سوم                   | Third Person                  | الین لیاری       | |
| ۲۰۱۳ | مبارزه کینه               | Grudge Match                  | سالی رز          | |
| ۲۰۱۴ | یک مایل در چهار دقیقه     | 4 Minute Mile                 | کلیر جاکوبز      | |
| ۲۰۱۴ | یازدهمین ساعت             | The 11th Hour                 | ماریا            | |
| ۲۰۱۶ | مردان خوب                 | The Nice Guys                 | جودیت کاتنر      | |
| ۲۰۱۷ | پنجاه طیف تاریک‌تر         | Fifty Shades Darker           | النا لینکلن      | |
| ۲۰۱۸ | پنجاه طیف آزادی           | Fifty Shades Freed            | النا لینکلن      | |

## سریال‌های تلویزیونی
بیسینگر در سریالهای زیر نیز هنر نمایی کرده‌است:
- فرشتگان چارلی (۱۹۷۶)
- از اینجا تا ابدیت (۱۹۷۹)
- سیمپسون‌ها (۱۹۹۸)
- صندلی افسونگر (۲۰۰۶)

## موزیک ویدئو
- آخرین رقص مری جین